# John Hay (4e marquis de Tweeddale)
Pour les articles homonymes, voir John Hay et Hay.
John Hay, 4e marquis de Tweeddale, né en 1695 et décédé le 9 décembre 1762, est un aristocrate et homme politique écossais.

## Biographie

### Famille
Il est le fils aîné de Charles Hay (vers 1666-1715), 3e marquis de Tweedale, et de son épouse Susan Hamilton († 1734), troisième fille d'Anne Hamilton (1631-1716), suo jure duchesse d'Hamilton, et de William Douglas, duc d'Hamilton.

### Carrière politique
Il est le dernier secrétaire d'État pour l'Écosse de 1742 à sa démission en 1746.